# Віннер Форд-Університет
Віннер Форд-Університет — колишній український футзальний клуб із Запоріжжя. Заснований 1996 року. Перед стартом сезону 1999/2000 об'єднався з іншою запорізькою командою «Запоріжкокс».

## Назви
- 1996–1997: «Університет»
- 1997-1999: «Віннер Форд-Університет»

## Історія клубу
Команда заснована на базі факультету здоров'я, фізичного виховання і спорту Запорізького національного університету (ректор — В'ячеслав Толок) за підтримки підприємства «Віннер Форд Запоріжжя» (директор — Геннадій Фукс). Сезони 1996/97 новостворений колектив провів у першій лізі, де йому вдалося завоювати срібні нагороди. Завдяки цьому запорізький клуб підвищився у класі до вищої ліги. 
Запорожці дуже вдало провели свій перший сезон в елітному дивізіоні. Вони зуміли завоювати бронзові нагороди і дісталися до 1/2 фіналу Кубка України. Влітку 1998 року «Віннер Форд-Університет» виграв престижний турнір «Кубок визволення» і провів ще вдаліший сезон, ніж попередній. У вищій лізі команда посіла друге місце, лише на одне очко відставши від чемпіона - київського «Інтеркасу», зате тріумфувала у Кубку України, перегравши в фіналі київську УС «Корпію» 8:3. Гравець запорожців Ігор Москвичов став найкращим бомбардиром як чемпіонату, так і Кубку України.
Влітку 1999 року «Віннер Форд-Університет» об'єднався з бронзовим призером чемпіонату «Запоріжкоксом», що дозволило зібрати в одній команді більшість найкращих гравців країни. Об'єднаний клуб отримав назву «Запоріжкокс-Університет» і перед ним було поставлене завдання виграти чемпіонат і Кубок України. Втім, у першості України клуб посів другу сходинку, пропустивши вперед «Інтеркас», і програв у фіналі Кубка України все тому ж «Інтеркасу».

## Склад команди
Склад команди в другому колі сезону 1998/99.
| №  | Гравець            | Позиція  | Національність |
| 1  | Владислав Корнєєв  | Воротар  | Україна        |
| 12 | Олексій Попов      | Воротар  | Україна        |
| 2  | Сергій Костюченко  | Польовий | Україна        |
| 4  | Євген Авраменко    | Польовий | Україна        |
| 5  | Тарас Вонярха      | Польовий | Україна        |
| 6  | Максим Павлюк      | Польовий | Україна        |
| 7  | Дмитро Каско       | Польовий | Україна        |
| 8  | Олександр Михайлов | Польовий | Україна        |
| 9  | Юрій Кутарьов      | Польовий | Україна        |
| 10 | Володимир Колесник | Польовий | Україна        |
| 11 | Роман Смірнов      | Польовий | Україна        |
| 15 | Сергій Дюженко     | Польовий | Україна        |
| 16 | Валерій Петрух     | Польовий | Україна        |
| 17 | Олексій Кудлай     | Польовий | Україна        |
| 18 | Олександр Моргунов | Польовий | Україна        |
| 19 | Ігор Москвичов     | Польовий | Україна        |

## Виступи в чемпіонатах України
| Сезон                 | Ліга                  | Місце                 | І  | В  | Н | П  | РМ      | О   |
| 1996/97               | Перша                 | 2                     | 12 | 7  | 0 | 5  | 100-70  | 21  |
| 1997/98               | Вища                  | 3                     | 28 | 20 | 4 | 4  | 170-78  | 64  |
| 1998/99               | Вища                  | 2                     | 28 | 24 | 2 | 2  | 170-60  | 74  |
| Загалом у першій лізі | Загалом у першій лізі | Загалом у першій лізі | 12 | 7  | 0 | 5  | 100-70  | 21  |
| Загалом у вищій лізі  | Загалом у вищій лізі  | Загалом у вищій лізі  | 56 | 44 | 6 | 6  | 340-138 | 138 |
| Загалом за історію    | Загалом за історію    | Загалом за історію    | 68 | 51 | 6 | 11 | 440-208 | 159 |
| --------------------- | --------------------- | --------------------- | -- | -- | - | -- | ------- | --- |

## Досягнення
| - Вища ліга: - Срібний призер (1): 1998—1999. - Бронзовий призер (1): 1997—1998. - Перша ліга: - Срібний призер (1): 1996—1997. - Володар (1): 1998–1999. |  | - Кубок Визволення: - Переможець (1): 1998. - Кубок великого Дніпра: - Бронзовий призер (1): 1997 |